# Раковник (округ)
Раковник (чеськ. Okres Rakovník) — один з 12 округів Середньочеського краю Чеської Республіки. Адміністративний центр — місто Раковник. Площа округу — 896,3 км², населення становить 55 258 осіб. В окрузі налічується 83 населених пункти, у тому числі 3 міста і 6 містечок.